# Агуаскальентес (аэропорт)
Международный аэропорт имени Хесуса Теран Передо (Междунаро́дный аэропо́рт Агуаскалье́нтес) — расположен в городе Агуаскальентес, штат Агуаскальентес, Мексика.
Порт содержит один пассажирский терминал с четырьмя телетрапами и тремя удалёнными стоянками самолётов, которые используются региональными перевозчиками. Терминал прошёл полную реконструкцию и способен обслуживать до полутора миллионов человек год, на верхнем уровне здания открыты новый ресторан, бизнес-зал для пассажиров первого класса, новые автоматы и прочий сервис. В настоящее время Агуаскальентес является одним из важнейших аэропортов западной части Мексики.
Аэропорт получил своё имя в честь губернатора Агуаскальентеса (1855—1857) Хесуса Теран Передо, одним из первых признавших и поддержавших президента Мексики Бенито Хуареса.

## Авиакомпании и направления

### Внутренние рейсы
- Aeromar — Мехико
- Aeroméxico — Мехико
- Magnicharters — Канкун
  - Aeroméxico Connect — Монтеррей
- Volaris — Тихуана

### Международные рейсы
- American Airlines
  - American Eagle — Даллас/Форт-Уэрт
- Continental Airlines
  - Continental Express выполняется ExpressJet Airlines — Хьюстон (Интерконтинентал)